# Suite française (film)
Pour les articles homonymes, voir Suite française.
Pour plus de détails, voir Fiche technique et Distribution.
Suite française est un film franco-britannico-belge coécrit et réalisé par Saul Dibb, sorti en 2015.
Il s'agit de l'adaptation du roman homonyme écrit par Irène Némirovsky en 1942.

## Synopsis
1940, en France occupée par l'Allemagne. Après la défaite de mai-juin 1940, Lucille Angellier attend des nouvelles de son mari, Gaston, retenu prisonnier en Allemagne. Elle vit avec sa belle-mère dans la plus belle maison bourgeoise d'une bourgade du centre de la France. Dès l'arrivée des Allemands, le jeune lieutenant Bruno von Falk, homme de culture et musicien, y est logé. Petit à petit, Lucille se trouve attirée vers lui.

## Fiche technique
- Titre : Suite française
- Réalisation : Saul Dibb
- Scénario : Saul Dibb et Matt Charman, d’après le roman Suite française d'Irène Némirovsky
- Décors : Michael Carlin, Lucie Duqué
- Set Decoration: Véronique Melery
- Costumes : Michael O'Connor
- Maquillage : Jenny Shircore
- Casting : Daniel Hubbard
- Photographie : Eduard Grau
- Montage : Chris Dickens
- Musique : Rael Jones
- Production : Andrea Cornwell, Michael Kuhn, Xavier Marchand et Romain Bremond
- Sociétés de production :  Coproduction Entertainment One ; TF1 Droits Audiovisuels ; The Weinstein Company ; BBC Film
- Sociétés de distribution : The Weinstein Company (USA) ; TF1 (France), Entertainment One (Royaume-Uni, Espagne et Canada)
- Budget : 20 millions de $[1]
- Pays d’origine : France, Royaume-Uni, Belgique
- Langue originale : anglais, allemand
- Format : 35mm couleur Deluxe - Ratio : 2,39:1
- Genre : drame
- Durée : 107 minutes
- Dates de sortie :
  - Royaume-Uni : 13 mars 2015
  - Belgique : 18 mars 2015
  - France : 1er avril 2015

## Distribution
- Michelle Williams (VF : Anna Sigalevitch) : Lucile Angellier
- Matthias Schoenaerts (VF : lui-même) : Bruno von Falk
- Kristin Scott Thomas (VF : Laura Benson) : Madame Angellier
- Margot Robbie (VF : Alexandra Ansidei) : Céline
- Sam Riley (VF : Jean-Michel Fête) : Benoît Labarie
- Simon Dutton : Maurice Michaud
- Ruth Wilson (VF : Juliette Allain) : Madeleine Labarie
- Tom Schilling (VF : Jeremias Nussbaum) : Kurt Bonnet
- Lambert Wilson (VF : lui-même) : Vicomte de Montmort
- Harriet Walter (VF : Frédérique Cantrel) : Vicomtesse de Montmort
- Alexandra Maria Lara (VF : Claire Beaudoin) : Léa
- Eileen Atkins : Denise Epstein
- Deborah Findlay (en) : Mme Joseph
- Nicolas Chagrin (VF : Georges Claisse) : Le prêtre catholique
- Heino Ferch : Le major allemand

Source et légende : version française (VF) sur le site d’AlterEgo (la société de doublage)

## Production

### Développement
TF1 Droits Audiovisuels a acquis les droits du roman aux Éditions Denoël en 2007. Le roman a été adapté ensuite par Saul Dibb et Matt Charman (en).
En octobre 2012 Vanity Fair révèle que l'actrice Michelle Williams est en pourparlers pour jouer le rôle de Lucile Angellier. Peu de temps après, elle est rejointe sur le projet par Kristin Scott Thomas, pour interpréter le rôle de la belle-mère de cette dernière.

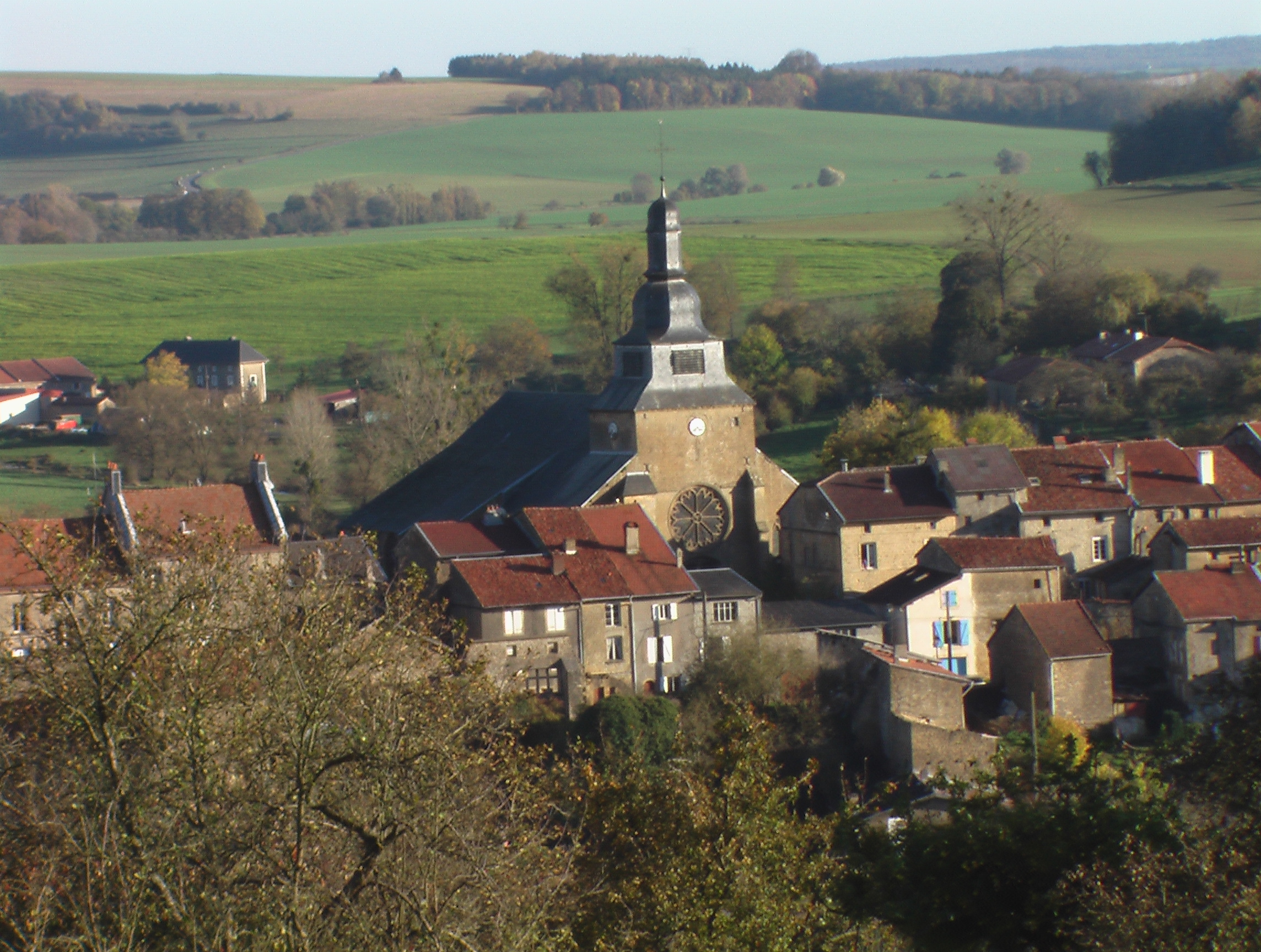
Vue de Marville, où le tournage s'est en partie déroulé.

En novembre 2012, le Daily Mail confirme que l'acteur belge Matthias Schoenaerts était en fin de négociation pour le rôle de l'officier allemand Bruno von Falk. Puis en juin 2013, le site Deadline.com rapporte que plusieurs acteurs comme Sam Riley, Ruth Wilson ou Margot Robbie viennent compléter le casting[réf. nécessaire].
Lors du marché du film du festival du Cannes en 2013, la Weinstein Company a acheté les droits de distribution du film pour les États-Unis.

### Tournage
Le tournage a débuté en juin 2013 pour se finir fin août. Il s'est déroulé entre la Belgique et la France, notamment dans la banlieue de Bruxelles, en Brabant wallon, à Paris et dans plusieurs petites villes du nord de la France comme Marville (en Lorraine).